# Leuronectes
Leuronectes is een geslacht van kevers uit de familie  waterroofkevers (Dytiscidae).
Het geslacht is voor het eerst wetenschappelijk beschreven in 1882 door Sharp.

## Soorten
Het geslacht omvat de volgende soorten:
- Leuronectes andinus (Guignot, 1958)
- Leuronectes curtulus Régimbart, 1899
- Leuronectes darlingtoni Guéorguiev, 1971
- Leuronectes gaudichaudii (Laporte, 1835)
- Leuronectes muelleri (Kirsch, 1865)